# Quella strana condizione di papà
Quella strana condizione di papà (Papa's Delicate Condition) è un film del 1963 diretto da George Marshall.